# Bernd Landvoigt
Bernd Landvoigt (ur. 23 marca 1951 w Brandenburgu) – niemiecki wioślarz reprezentujący NRD, trzykrotny medalista olimpijski i czterokrotny mistrz świata.

## Kariera
Wystąpił na igrzyskach olimpijskich w Monachium w 1972, gdzie osada NRD w składzie: Hans-Joachim Borzym, Jörg Landvoigt (jego brat bliźniak), Harold Dimke, Manfred Schneider, Hartmut Schreiber, Manfred Schmorde, Bernd Landvoigt, Heinrich Mederow i Dietmar Schwarz (sternik) zdobyła brązowy medal w ósemkach. W finale o 2,73 sekundy wyprzedziła ich osada Nowej Zelandii i o 0,06 sekundy osada USA. Na rozgrywanych cztery lata później igrzyskach olimpijskich w Montrealu startował w dwójkach bez sternika. W parze z bratem zdobył złoty medal, wyprzedzając w finale osady USA o 3,42 sekundy i RFN o 6,72 sekundy. Brał też udział w igrzyskach olimpijskich w Moskwie w 1980, gdzie bracia Landvoigt obronili tytuł mistrzów olimpijskich. W finale o 2,49 sekundy wyprzedzili dwójkę z ZSRR, a o 3,46 sekundy osadę Wielkiej Brytanii.
Wspólnie z bratem zwyciężał także w dwójkach bez sternika na mistrzostwach świata w Lucernie (1974), mistrzostwach świata w Nottingham (1975), mistrzostwach świata w Hamilton (1978) i mistrzostwach świata w Bled (1979). Ponadto zdobył złoto w ósemkach na 
Odznaczony Orderem Zasługi dla Ojczyzny. 
Po zakończeniu kariery był trenerem i działaczem sportowym.
Był zawodnikiem klubu SC Dynamo Poczdam.
Jego żona, Viola Goretzki oraz bratanek, Ike Landvoigt także byli wioślarzami.